# Vid (Veszprém)
Vid est un village et une commune du comitat de Veszprém en Hongrie.